# Peace Monument

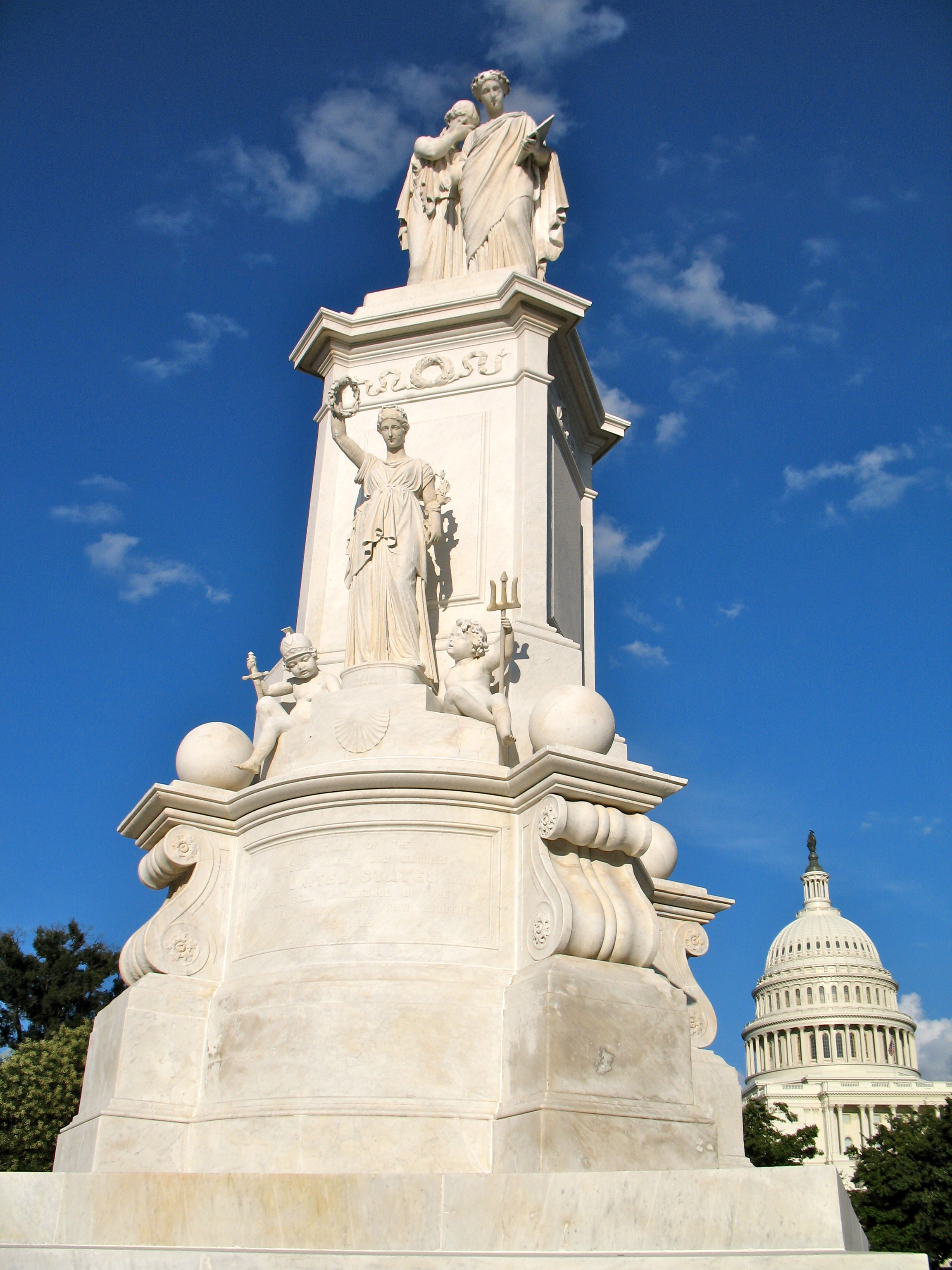
Peace Monument avec le dôme du Capitole des États-Unis au second plan.

Le Peace Monument, aussi connu comme le Naval Monument ou le Civil War Sailors Monument, est un monument situé à proximité du Capitole des États-Unis, dans le Peace Circle, à Washington aux États-Unis. D'une hauteur de 13,4 mètres, cette œuvre de Franklin Simmons en marbre blanc a été construit en 1877-1878 pour commémorer les marins morts lors de la guerre de Sécession.